# DX Andromedae
DS Andromedae är en kataklysmisk dubbelstjärna belägen i den mellersta delen av stjärnbilden Andromeda. Den har en typisk skenbar magnitud av ca 15,5 och kräver ett teleskop för att kunna observeras. Baserat på parallax enligt  Gaia Data Release 2 på ca 1,67 mas beräknas den befinna sig på ett avstånd av ca 1 950 ljusår (ca 600 parsec) från solen. Den rör sig närmare solen med en heliocentrisk radialhastighet av ca -2 km/s. Stjärnan blir ljusare (upp till magnituden 11,0) under utbrott som återkommer med en genomsnittlig period av 330 dygn, och klassificeras därför som en dvärgnova av typen SS Cygni.

## Observation

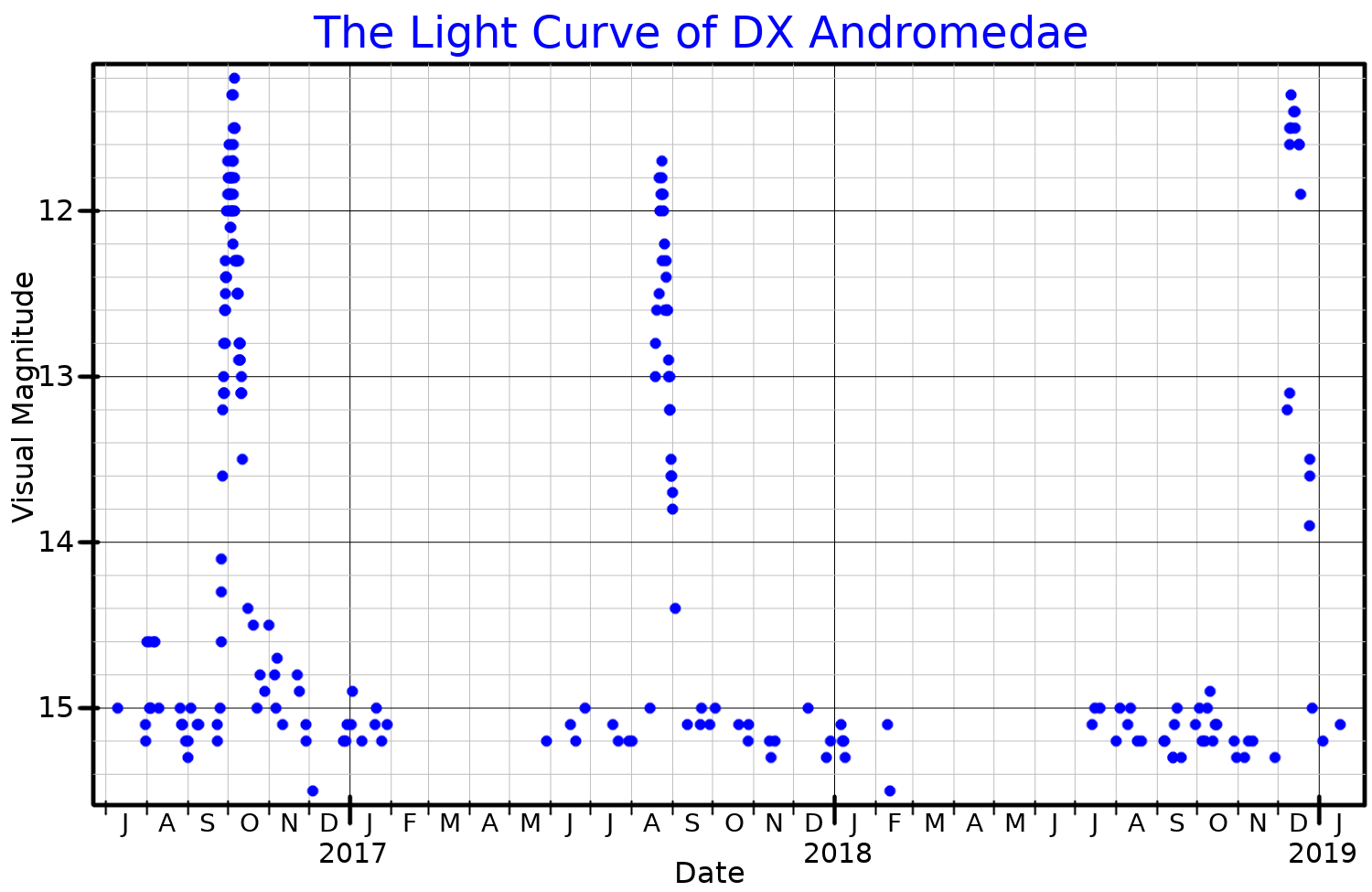
Ljuskurva i visuella bandet för DX Andromedae, anpassad från AAVSO-data, som visar tree utbrott.

DX Andromedae upptäcktes av Giuliano Romano på en serie fotografiska plåtar tagna med början den 28 september 1956. Dess upptäckt tillkännagavs 1958.
Utbrotten av dvärgnovor tros uppstå på grund av en termisk instabilitet i skivan, vilket ökar massflödet och temperaturen och därmed ökar luminositeten. I DX Andromedae når olika utbrott inte samma toppluminositet och inträffar inte med regelbunden period, men de behåller samma form i den sönderfallande delen. Det verkar som att toppluminositeten är korrelerad med längden på den föregående cykeln, och ju ljusare utbrottet är, desto snabbare nås luminositetstoppen. Dessa trender kan förklaras av att materia ackumuleras i skivan då mer materia ackumuleras i skivan under en längre cykel, och det kan driva ett starkare utbrott.

## Egenskaper
DX Andromedae består av en vit dvärg som samlar materia från en donatorstjärna genom en ackretionsskiva. Systemet uppvisar en spektraltyp vid vilofasen K1 V (plus emissionslinjer), men donatorstjärnan anses vara en vätefattig stjärna som har passerat huvudserien i utvecklingen och överfyller dess Roche-lob. Donatorstjärnan dominerar det synliga spektrumet under vilofasen.
Spektralklassen av DX Andromedae som helhet är som säregen av typen U Geminorum. Spektrumet för donatorstjärnan är i sig säreget där förstärkta absorptionslinjer för kalcium och krom har observerats.